# Xã Plainfield, Quận Brule, Nam Dakota
Xã Plainfield (tiếng Anh: Plainfield Township) là một xã thuộc quận Brule, tiểu bang Nam Dakota, Hoa Kỳ. Năm 2010, dân số của xã này là 34 người.